# Eupteryx lombardi
Eupteryx lombardi är en insektsart som beskrevs av Melichar 1896. Eupteryx lombardi ingår i släktet Eupteryx och familjen dvärgstritar.
Artens utbredningsområde är Frankrike. Inga underarter finns listade i Catalogue of Life.